# Frankfurt University of Applied Sciences
Die Frankfurt University of Applied Sciences (bis 30. Juni 2014 Fachhochschule Frankfurt am Main) ist eine am 1. August 1971 gegründete staatliche Fachhochschule in Frankfurt am Main. Träger der Hochschule ist das Land Hessen. Als offizielle Abkürzung wird Frankfurt UAS verwendet.

## Geschichte

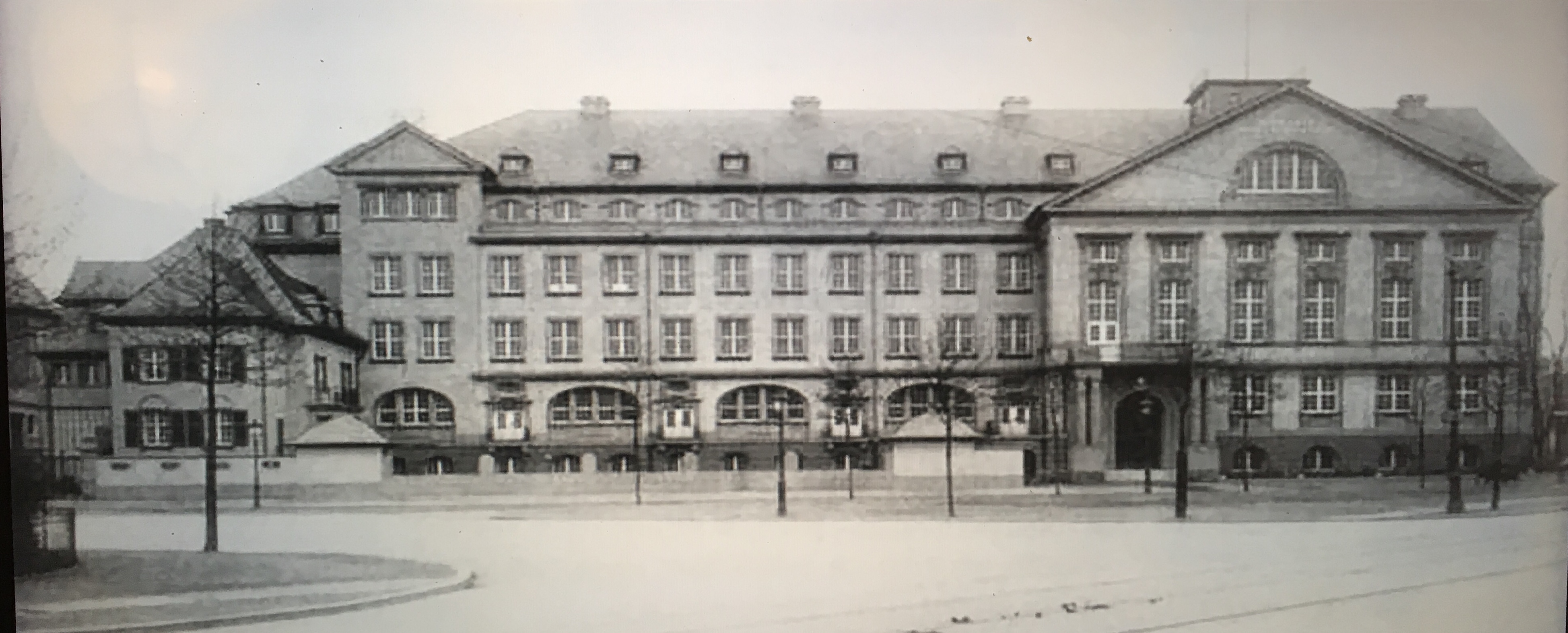
Historisches Gebäude 9 am Nibelungenplatz

### Entstehung
Die Fachhochschule entstand am 1. August 1971 durch die Vereinigung verschiedener Vorgängereinrichtungen. Sie hatte zunächst 12 Fachbereiche an zwei Standorten.
- Die Fachbereiche A (Architektur), B (Bauingenieurwesen) und G (Geodäsie=Vermessungswesen) gehen auf die 1908 gegründete Königlich Preußische Baugewerkschule für Hoch- und Tiefbau (später: Staatsbauschule Frankfurt am Main) zurück.
- Die Fachbereiche E (Elektrotechnik), F (Feinwerktechnik), M (Maschinenbau) und V (Verfahrenstechnik) gehen auf die Königlich Preußische Maschinenbauschule (ab 1920: Vereinigte Staatliche Maschinenbauschulen) zurück.
- Der Fachbereich P (Sozialpädagogik) entstand aus dem 1954 gegründete Städtischen Jugendleiterinnenseminar.
- Der Fachbereich S (Sozialarbeit) ging aus der 1944 gegründeten staatlich anerkannten Frauenschule für Volkspflege hervor.
- Der Fachbereich W (Wirtschaft) ging aus der 1966 gegründeten Staatlichen Höheren Wirtschaftsfachschule hervor.
- Die Fachbereiche MND (Mathematik, Naturwissenschaften und Datenverarbeitung) sowie
- SuK (Sozial- und Kulturwissenschaften) sind erst mit Errichtung der FH 1971 geschaffen worden; sie hatten zunächst keine eigenen Studierenden, sondern waren reine Service-Fachbereiche, vor allem für die Studierenden der Ingenieurfachbereiche.

Als 13. Fachbereich kam 1993 noch C (Care=Pflege und Gesundheit) hinzu. Diese 13 Fachbereiche waren auf zwei Standorte, den Nibelungenplatz und im Nordwestzentrum, verteilt.
- Nibelungenplatz: Auf der östlichen Seite der Kleiststraße im alten Gebäude der Baugewerkschule bzw. Staatsbauschule saßen die Fachbereiche A, B, G und SuK, auf der westlichen Straßenseite in der alten Maschinenbauschule bzw. Ingenieurschule die Fachbereiche E, F, M, V und MND. Die beiden Seiten der Kleiststraße lagen kaum weniger weit auseinander als der Nibelungenplatz und die Nordweststadt.
- Nordweststadt: Sozialpädagogik, Sozialarbeit, Pflege und Wirtschaft.

1995 zogen der Fachbereich Wirtschaft und 1998 die Sozialfachbereiche aus der Nordweststadt an den Nibelungenplatz.
Zum 1. Juli 2001 wurden die damaligen Fachbereiche zu vier neuen Fachbereichen zusammengefasst: FB 1 (Architektur, Bauingenieurwesen, Geomatik), FB 2 (Informatik und Ingenieurwissenschaften), FB 3 (Wirtschaft und Recht), FB 4 (Soziale Arbeit und Gesundheit).
Die Frankfurt University of Applied Sciences ist Mitglied der Hochschulen für Angewandte Wissenschaften Hessen.

### Fusionsgespräche mit der Fachhochschule Wiesbaden
Die Präsidenten der Fachhochschulen Frankfurt und Wiesbaden vereinbarten im September 2005 eine Strategische Partnerschaft der beiden Fachhochschulen. Begründet wurde dies durch die Veränderungen im bundesdeutschen Hochschulsystem infolge des Bologna-Prozesses und den dadurch wachsenden Wettbewerb zwischen den Fachhochschulen, Universitäten und Berufsakademien. Am 14. September 2007 legte eine von den Präsidenten eingerichtete Steuerungsgruppe ein Eckpunktepapier für die Zusammenführung der beiden Hochschulen als Hochschule Rhein Main – Universität für angewandte Wissenschaften vor. Die Fusion wurde jedoch am 12. Dezember 2007 mit großer Mehrheit vom Senat der Fachhochschule Frankfurt am Main abgelehnt, obwohl zuvor der Senat der Fachhochschule Wiesbaden dieser zugestimmt hatte.

### Rektoren / Präsidenten
- 1971–1982 Johannes Uthoff
- 1983–1986 Rolf Kessler
- 1987–1994 Johann Schneider
- 1995–2002 Rolf Kessler
- 2003–2008 Wolf Rieck
- 2008–2014 Detlev Buchholz
- 2014–2022 Frank Dievernich[4]
- seit 1. April 2023 Kai-Oliver Schocke[5]

### Leitbild und Entwicklungsplan
Die Frankfurt University of Applied Sciences (Fachhochschule) ist durch ihren urbanen Standort und ihre Internationalität gekennzeichnet. So stammen die über 10.000 Studierenden aus ca. 100 Nationen. Auch die Lehre und das Lehrangebot weisen eine internationale Orientierung aus, z. B. durch Doppelabschlüsse mit ausländischen Partnerhochschulen, umfangreiche Austauschangebote für Studierende und Lehrende und internationale Wochen. Im Hinblick auf die internationale Orientierung beschlossen im Dezember 2013 Senat und Hochschulrat, die Fachhochschule Frankfurt am Main – University of Applied Sciences mit Wirkung vom 1. Juli 2014 in Frankfurt University of Applied Sciences umzubenennen. Sie folgten damit dem Beispiel anderer hessischer Fachhochschulen. Als Abkürzung wird, auch offiziell, FRA-UAS verwendet.

## Bauliche Entwicklung

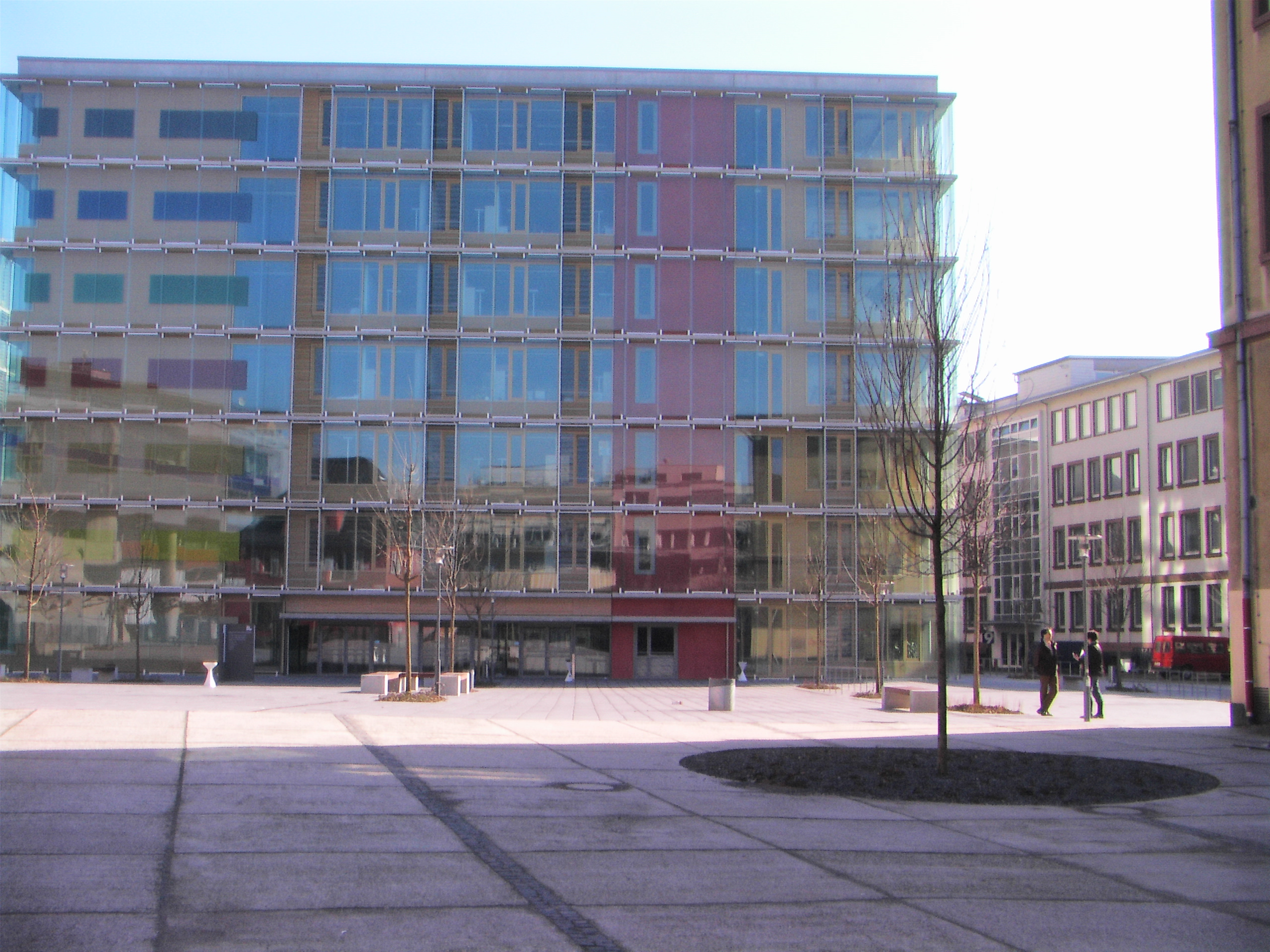
Das im Jahr 2006 neu bezogene Gebäude 1

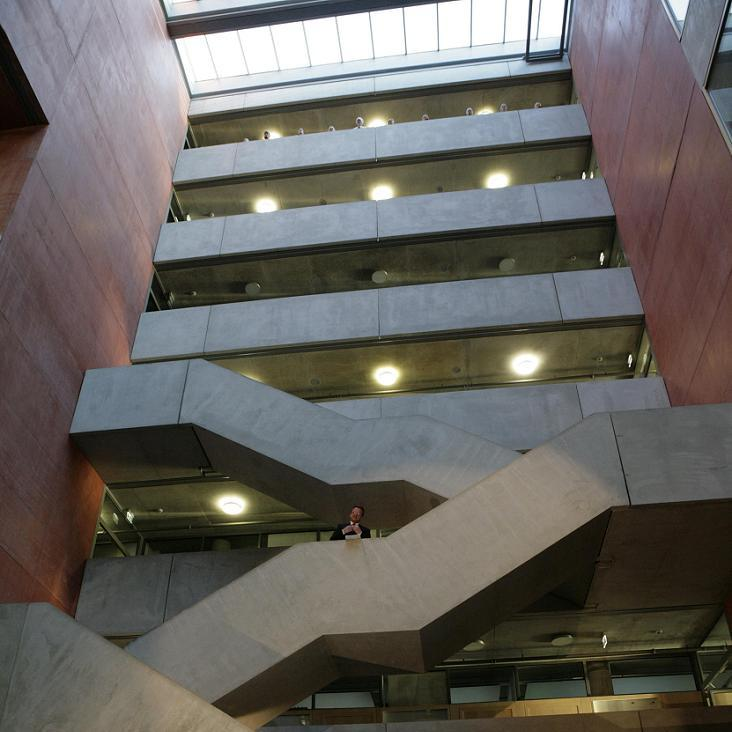
Innenhof des Gebäudes 1

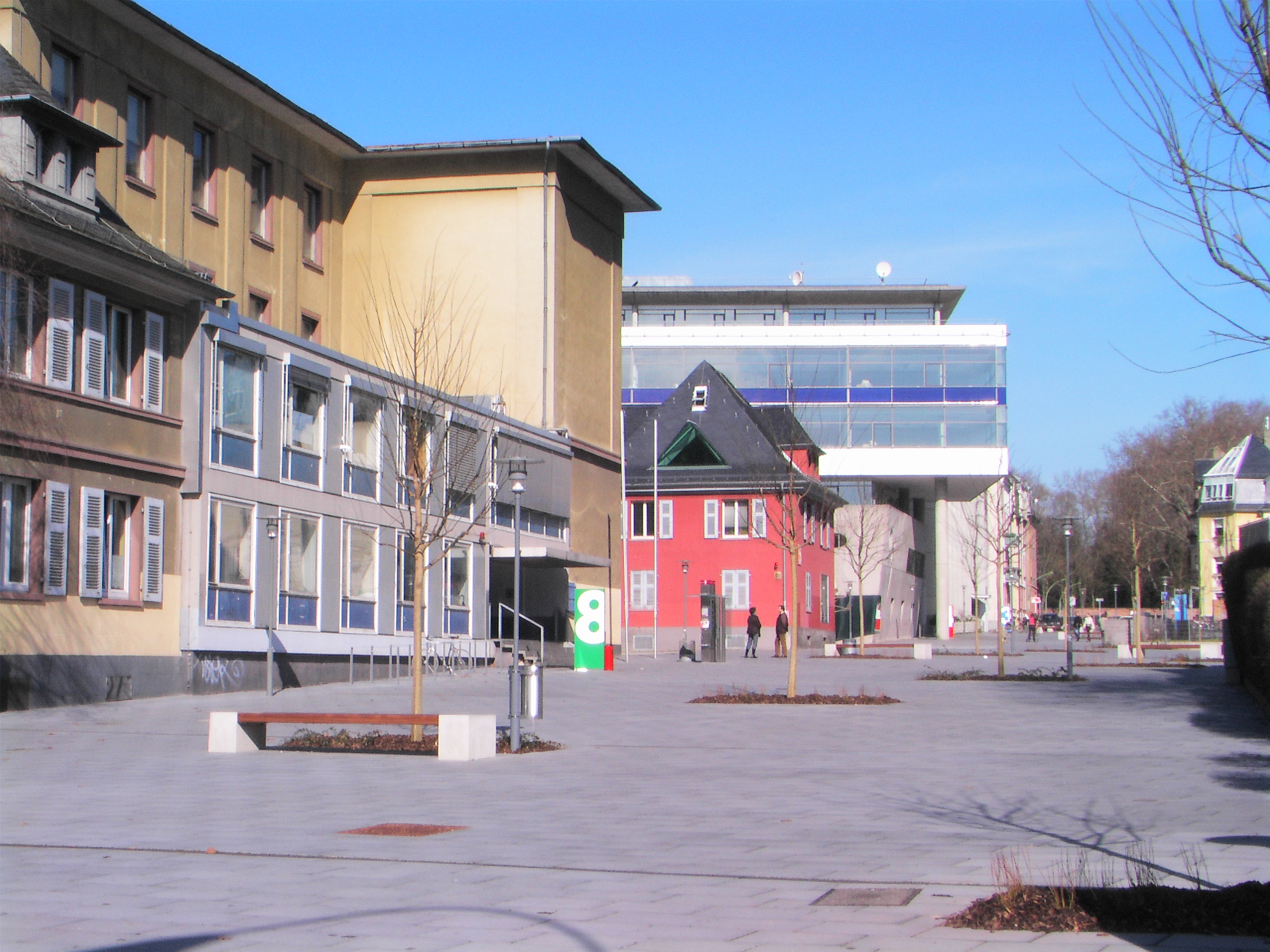
Der Campus auf der ehemaligen Kleiststraße mit den Gebäuden 8, 5 und 4 (v. l. n. r.)

### Campusbebauung 1
Durch die Fertigstellung der „Campusbebauung 1“ mit einem Gesamtaufwand von ca. 53 Millionen Euro konnte die Anmietung des BCN-Gebäudes (heute City Gate) zum damaligen Zeitpunkt beendet werden.
Außerdem ermöglichte sie strukturelle Verbesserungen wie die Schaffung eines Informatikzentrums, Rechnerräume und Räume für Forschungsprojekte sowie Ersatzräume für die abzureißenden Flächen aus den Gebäuden 2, 3 und 4. Das Raumprogramm umfasst ca. 12.000 m² Hauptnutzfläche, die in einem neuen Gebäude (Gebäude 1) und einem Anbau an das bestehende Gebäude 2 realisiert wurden. Inzwischen wurden – bedingt durch das Wachstum der Hochschule – größere Flächen im BCN wieder angemietet.

### Campusbebauung 2
Mit der „Campusbebauung 2“ wurde weitere räumliche Überlast der Frankfurt University of Applied Sciences abgebaut. Daneben wurde aus dem früheren Gelände der Fachhochschule und dem ehemaligen Gelände der „Philipp-Holzmann-Schule“ unter Einbeziehung der Kleiststraße zwischen Alleenring und Gleimstraße ein zusammenhängender Campusbereich geschaffen. Hierfür wurde die Kleiststraße für den öffentlichen Verkehr entwidmet und in den Campus integriert. Entsprechende Beschlüsse wurden von den zuständigen Gremien der Stadt Frankfurt a. M. bereits im Jahr 2002 verabschiedet.

## Fachbereiche
Die Fachbereiche der Frankfurt University of Applied Sciences:
- Fachbereich 1: Architektur, Bauingenieurwesen und Geomatik
- Fachbereich 2: Informatik und Ingenieurwissenschaften
- Fachbereich 3: Wirtschaft und Recht
- Fachbereich 4: Soziale Arbeit und Gesundheit

## Weiterbildung
Die FRA-UAS bietet eine Reihe von überwiegend berufsbegleitenden Zertifikatsprogrammen an, die nicht mit dem Hochschulgrad eines Bachelor oder Master abschließen, gleichwohl aber Weiterbildung auf Hochschulniveau mit beruflich qualifizierendem Abschluss ermöglichen. Es existieren Angebote in den Bereichen Führung und Kommunikation, IT und Technik, Ingenieurwesen, Wirtschaft und Management sowie Gesundheit und Soziale Arbeit.

## Familiengerechte Hochschule
Infolge des Engagements der zweiten Frauenbeauftragten der Fachhochschule Frankfurt, Sibylla Flügge, erwarb die Fachhochschule Frankfurt am Main 2004 als erste hessische Hochschule das Audit-Zertifikat „Familiengerechte Hochschule“. Im Mittelpunkt der Bemühungen zur Verbesserung der Vereinbarkeit von Studium bzw. Beruf und Familienpflichten stand von Anfang an die Erarbeitung eines Konzepts für bedarfsgerechte und flexible Angebote der Kinderbetreuung. Die Zertifizierung beruht auf einem Prozess der Auditierung unter Beteiligung von Mitarbeitern, Professoren und Studenten.
Die wichtigsten im Familien-Audit vereinbarten Ziele:
- Bau eines „forschungsorientierten Kinderhauses“ auf dem Campus (2016 fertiggestellt)
- Eltern-Kind-Zimmer mit Arbeitsmöglichkeiten für Eltern
- Infomaterial und Beratung zum Thema Studieren und Arbeiten mit Kind an der Fachhochschule Frankfurt
- Informationsmaterial zum Thema Pflege von Angehörigen
- Informationssammlung und Absprachen über Möglichkeiten des Auslandsstudiums mit Kind
- Familiengerechte Organisation von Lehrveranstaltungen und Prüfungen
- Verbesserung der Wiedereingliederung beurlaubter Beschäftigter
- Implementierung von Familiengerechtigkeit in das Qualitätsmanagement
- Implementierung von Familiengerechtigkeit in die Personalentwicklung
- Fortbildungen für Führungskräfte
- Flexibilisierung von Arbeitszeiten

## Einrichtungen und angeschlossene Institute

### Studentische Einrichtungen
- Café1
- Café Kurzschlusz
- FilterCafé
- Board of European Students of Technology Frankfurt
- Frankfurt Finance Club

### Wissenschaftliche Einrichtungen, Forschungsinstitute und Forschungszentren
- Center for Applied European Studies (CAES)
- Center for BioMedical Engineering (CBME)
- Fachsprachenzentrum
- Forschungszentrum Demographischer Wandel (FZDW)
- Frankfurter Forschungsinstitut für Architektur Bauingenieurwesen Geomatik (FFin)
- Frankfurter Technologiezentrum Medien (FTzM)
- Gender- und Frauenforschungszentrum der Hessischen Hochschulen (gFFZ)
- Hessisches Institut für Pflegeforschung (HessIP)
- Hessisches Zentrum für Qualitätssicherung und Qualitätsmanagement (HZQ)
- Institut für angewandte Wirtschaftswissenschaften (IaW) e. V.
- Institut für Entrepreneurship (IFE)[10]
- Institut für interdisziplinäre Technik (IiT)
- Institut für Materialwissenschaften (IfM)
- Institut für Migrationsstudien und interkulturelle Kommunikation (IMiK)
- Institut für professionelle Informatikanwendungen in der Gesellschaft (IPIAG)
- Institut für Public Management (IPM)
- Institut für Stadt- und Regionalentwicklung (ISR)
- Institut für Suchtforschung (ISFF)
- Institut für Vertragsgestaltung und Konfliktlösung (IVK)
- Institut für wirtschafts- und rechtswissenschaftliche Forschung Frankfurt (IWRF)
- Zentrum für Gesundheitswirtschaft und Gesundheitsrecht (ZGWR)
- Zentrum für Logistik, Mobilität und Nachhaltigkeit (ZLMN)